# Кавакос, Леонидас
Леонидас Кавакос (греч. Λεωνίδας Καβάκος; род. 30 октября 1967, Афины) — греческий скрипач.

## Биография
Учился в Афинской и Национальной консерваториях, затем у Джозефа Гингольда в Индианском университете. В 1985 году выиграл в Хельсинки Международный конкурс скрипачей имени Сибелиуса (где был самым юным из конкурсантов); за этой победой в 1988 году последовали первые места в Наумбурговском конкурсе и Конкурсе имени Паганини.

## Исполнительский репертуар
В репертуаре Кавакоса важное место занимает скрипичный концерт Сибелиуса, с которым он не расстаётся после одноимённого конкурса, а также произведения Шуберта, Паганини, Чайковского, Венявского, Дебюсси, Изаи и др.

## Творческие контакты
Играл с крупнейшими оркестрами и дирижёрами мира. Выступал в ансамбле с Г. Шиффом, Н. Гутман, Э. Аксом, Е. Леонской.

## Дирижёрская деятельность
В последние годы Кавакос также выступает в качестве дирижёра. C 2007 он руководит камерным оркестром Зальцбурга (Camerata Salzburg), сменив на этом посту сэра Роджера Норрингтона.